# اریک هملین
اریک هملین (انگلیسی: Erik Hämäläinen؛ زادهٔ ۲۰ آوریل ۱۹۶۵) بازیکن هاکی روی یخ اهل فنلاند است.